# Bahnhof Ebern
Der Bahnhof Ebern ist eine eingleisige Betriebsstelle in der unterfränkischen Stadt Ebern. Er liegt an der 1895 eröffneten Bahnstrecke Breitengüßbach–Maroldsweisach. Seit 2004 ist der Haltepunkt Ebern Endpunkt dieser Strecke.

## Geschichte

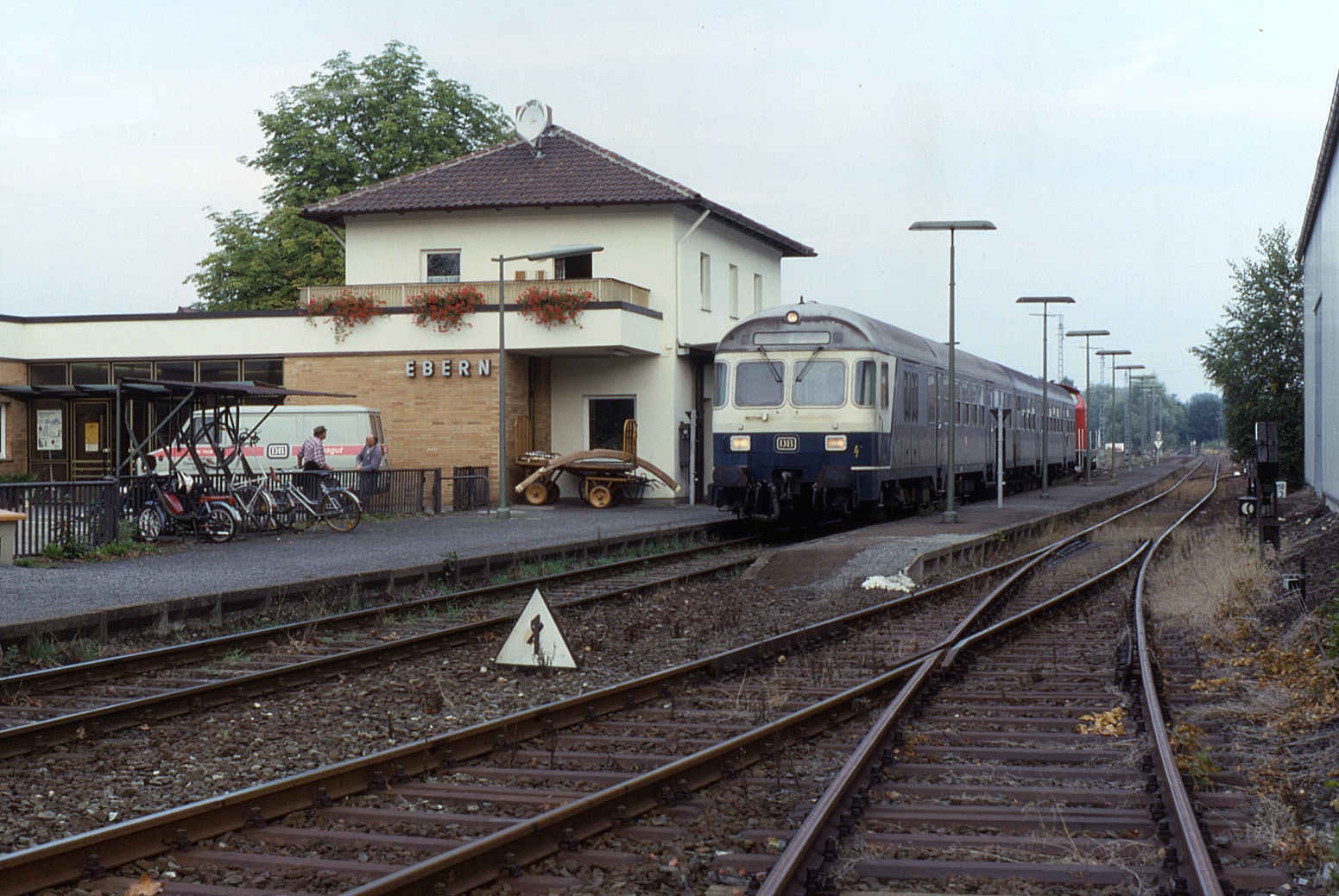
Bahnhof Ebern 1991 mit Wendezug der Deutschen Bundesbahn

### Bahnhof
Am 24. Oktober 1895 wurde der Betrieb auf der Bahnstrecke von Breitengüßbach bis Ebern aufgenommen, am 26. Oktober 1897 dann auch eine Verlängerung der Strecke ins 17 Kilometer entfernte Maroldsweisach. Durch die Schotterwerke in Maroldsweisach und Voccawind gab es zudem neben dem Personenverkehr auch einen umfangreichen Güterverkehr auf der Strecke.
Ab Mitte der 1970er Jahre begann die Deutsche Bundesbahn fast alle Personenzugverbindungen, von Bamberg kommend, bereits in Ebern wenden zu lassen, da eine zu geringe Nachfrage auf dem restlichen Streckenteil bestand. Ab Anfang der 1980er Jahre verkehrte somit nur noch ein Zugpaar nach Maroldsweisach. Ab 27. Mai 1988 wurde der Personenverkehr zwischen Ebern und Maroldsweisach eingestellt und alle Züge wendeten nun in Ebern. Der Güterverkehr wurde am 21. November 2001 eingestellt.
Das zweistöckige Empfangsgebäude von 1895 bekam 1913/1914 noch ein Nebengebäude mit Abort hinzu. Im Jahr 1964 wurde es umgebaut und durch eine Bahnhofsgaststätte erweitert. Diese wurde am 12. Oktober 2001 abgerissen, um einem Kreisverkehr Platz zu schaffen. Das Empfangsgebäude wurde im April 2011 abgerissen. Das Bahnhofsgelände ist inzwischen überbaut.

### Haltepunkt
2004 führten umfangreiche Rückbaumaßnahmen auf dem gesamten Streckenabschnitt zu einer Abtrennung des Bahnhofs von Ebern von der Reststrecke. Somit wurde 700 Meter südlich des ehemaligen Bahnhofs ein neuer, eingleisiger Haltepunkt errichtet. Dieser besitzt einen barrierefreien Zugang sowie Park- und Stellplätze für Autos und Fahrräder. Am 13. September 2004 wurde der neue Haltepunkt eröffnet und ist in dieser Form heute noch anzutreffen.
Seit dem 1. Januar 2010 liegt der Haltepunkt Ebern im Verkehrsverbund Großraum Nürnberg (VGN) und kann somit zum VGN-Tarif mit VGN-Tickets erreicht werden.
Von September 2004 bis Ostern 2011 verkehrten täglich Regionalbahnen der Deutschen Bahn in einem ungefähren 90-Minuten-Takt ab Ebern über Breitengüßbach nach Bamberg.

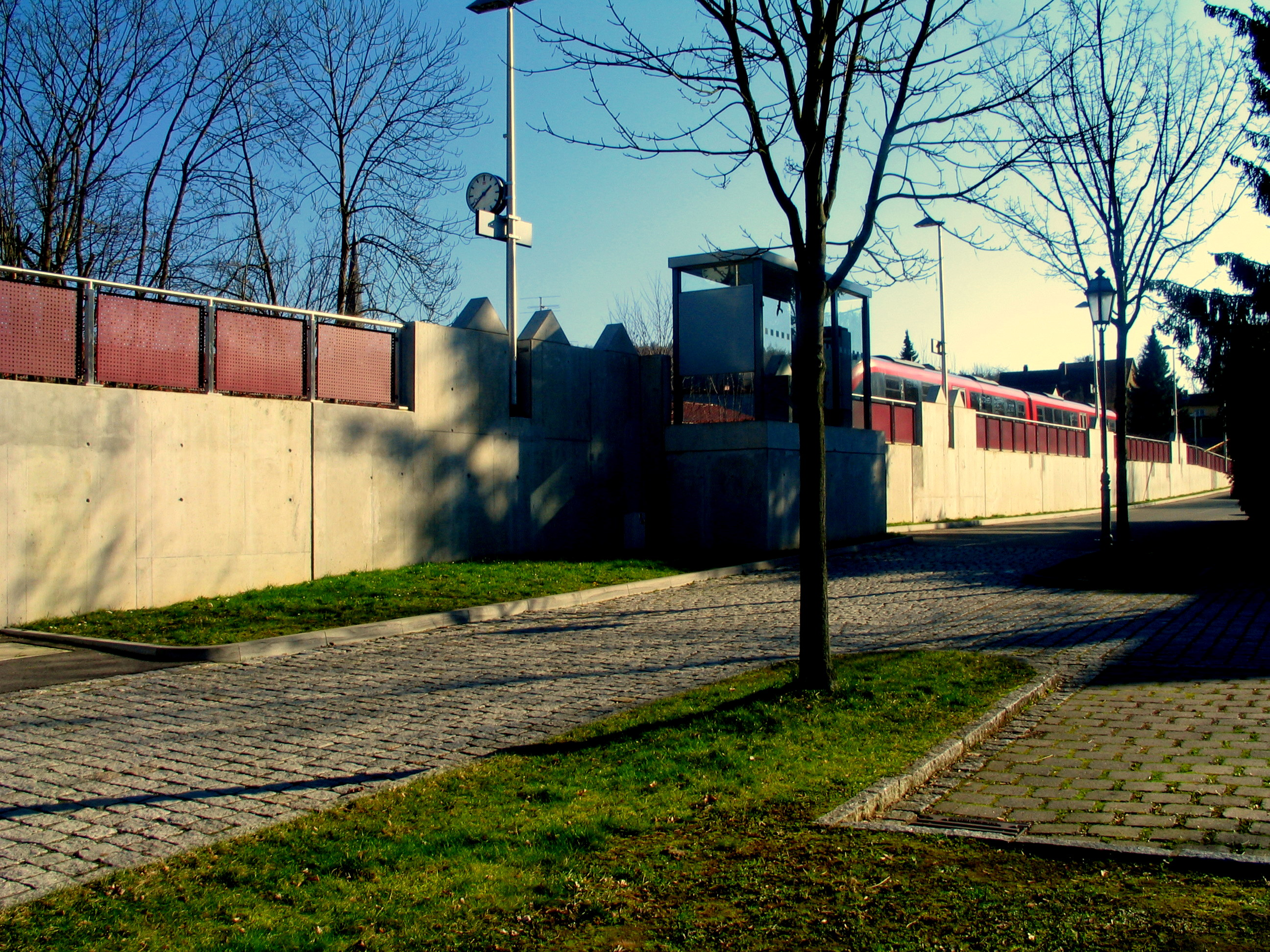
Neuer Haltepunkt Ebern, 2007

## Verkehr heute
Der Bahnhof Ebern wird seit umfangreichen Gleiserneuerungs- und Ausbauarbeiten von Ostern bis Juni 2011 und der Betriebsübernahme durch die private Verkehrsgesellschaft agilis ab 12. Juni 2011 täglich im Stundentakt bedient. Dabei fahren die eingesetzten Triebzüge der Baureihe 650 (Regio-Shuttle) trotz zahlreicher Fahrplanänderungen immer noch etwa zur vollen Stunde in Ebern ab. 32 Minuten später erreichen diese Bamberg.
Nach Betriebsschluss wird der bis dahin verkehrende Triebzug in Ebern abgestellt.